# Coefficiente di prestazione

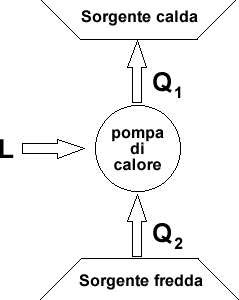
Rappresentazione schematica della pompa di calore

Il coefficiente di prestazione (traduzione dall'inglese coefficient of performance o COP) indica la quantità di calore immesso (riscaldamento) o asportato (raffreddamento) in un sistema rispetto al lavoro impiegato. È quindi un parametro che rappresenta la bontà di funzionamento di una macchina ma, a differenza del rendimento termodinamico, può essere maggiore dell'unità, poiché oltre ad avere la conversione del lavoro fornito in calore utile è presente in aggiunta anche un flusso di calore da una sorgente a dove questo calore è richiesto.

## Definizione
Il {\displaystyle \mathrm {COP} } di una pompa di calore è definito come il rapporto fra il calore somministrato alla sorgente a temperatura più alta e il lavoro speso per fare ciò:

{\displaystyle \mathrm {COP} _{pc}={\frac {\left|Q_{1}\right|}{\left|L\right|}}}.
Viceversa il {\displaystyle \mathrm {COP} } di una macchina frigorifera è definito come il rapporto fra il calore sottratto alla sorgente a temperatura più bassa e il lavoro speso:

{\displaystyle \mathrm {COP} _{f}={\frac {\left|Q_{2}\right|}{\left|L\right|}}}.
È possibile scrivere il {\displaystyle \mathrm {COP} } frigorifero in funzione del {\displaystyle \mathrm {COP} } della pompa di calore:
considerando come sistema termodinamico la pompa di calore (il cerchio in figura) e prendendo positivi i calori e i lavori entranti, secondo il primo principio della termodinamica si ha: 
{\displaystyle {\left|Q_{2}\right|}-{\left|Q_{1}\right|}+{\left|L\right|}=0}
Sostituendo nell'equazione del {\displaystyle \mathrm {COP} } frigorifero avremo:
{\displaystyle \mathrm {COP} _{f}={\frac {\left|Q_{1}\right|-\left|L\right|}{\left|L\right|}}}   ne segue che:
{\displaystyle \mathrm {COP} _{f}={\frac {\left|Q_{1}\right|}{\left|L\right|}}-1}
per cui:
{\displaystyle \mathrm {COP} _{f}=\mathrm {COP} _{pc}-1}
Il {\displaystyle \mathrm {COP} } frigorifero viene anche chiamato indice di efficienza energetica o identificato con l'acronimo {\displaystyle \mathrm {EER} } (dall'inglese Energy Efficiency Ratio); questo per evitare la possibile formazione di ambiguità nell'identificare le prestazioni di una macchina che è in grado di funzionare sia come pompa di calore sia come frigorifero (tipicamente questo avviene per i climatizzatori).
Il {\displaystyle \mathrm {COP} } può essere espresso anche in funzione del costo unitario dell'energia elettrica e termica, espressi in €/kWh:
{\displaystyle \mathrm {COP} ={\frac {\text{costo unitario energia elettrica}}{\text{costo unitario energia termica}}}}
In questo modo è possibile calcolare quale debba essere il {\displaystyle \mathrm {COP} } minimo affinché si abbia convenienza, dal punto di vista economico, nell'utilizzo della pompa di calore per riscaldamento al posto di una tradizionale caldaia.
Si tenga presente inoltre che con "{\displaystyle \mathrm {COP} }" si indica nella pratica tecnica quello che in fisica tecnica è il coefficiente di effetto utile {\displaystyle \varepsilon '} per un ciclo inverso di tipo pompa di calore. Utilizzando il primo principio della termodinamica, è possibile inoltre ricavare una relazione tra il coefficiente di effetto utile del ciclo inverso di tipo frigorifero {\displaystyle \varepsilon } e il coefficiente di prestazione {\displaystyle \mathrm {COP} } (o {\displaystyle \varepsilon '}):
{\displaystyle \mathrm {COP} =\varepsilon '=\varepsilon +1}.
Inoltre tale principio permette di scrivere che {\displaystyle |L|=h_{2}-h_{1}} e che {\displaystyle |Q_{1}|=h_{2}-h_{3}}, quindi:
{\displaystyle \mathrm {COP} ={\frac {|Q_{1}|}{|L|}}={\frac {h_{2}-h_{3}}{h_{2}-h_{1}}}}

## COP ideale
Nell'ipotesi di ciclo di Carnot il {\displaystyle \mathrm {COP} } ideale tra due sorgenti termiche a temperatura costante è esprimibile come funzione della sola temperatura delle sorgenti:
{\displaystyle \mathrm {COP} _{c}={\frac {\left|Q_{1}\right|}{\left|L\right|}}={\frac {\left|Q_{1}\right|}{\left|Q_{1}\right|-Q_{0}}}={\frac {T_{1}}{T_{1}-T_{0}}}}
dove le temperature devono essere espresse in kelvin (e non in gradi Celsius).
In queste condizioni è possibile calcolare il {\displaystyle \mathrm {COP} } massimo che una macchina può avere; a titolo di esempio, fissando le temperature della sorgente calda e della sorgente fredda a 30 °C (303 K) e 0 °C (273 K) rispettivamente, si ottiene un {\displaystyle \mathrm {COP} } in assetto di riscaldamento di 10 (e di ciclo frigorifero di 9). Nel caso reale, il {\displaystyle \mathrm {COP} } di una macchina si può attestare a valori compresi tra 3 e 6.

## COP stagionale
Le prestazioni di una pompa di calore dipendono fortemente dalla temperatura di evaporazione del fluido refrigerante, che varia a seconda delle condizioni ambientali che evolvono durante l'arco dell'anno. Per questo motivo viene utilizzato il coefficiente di prestazione stagionale (abbreviato {\displaystyle \mathrm {SCOP} }) al posto del {\displaystyle \mathrm {COP} }: questo parametro viene calcolato come il rapporto tra tutta l'energia termica fornita durante il periodo invernale e l'energia elettrica richiesta dalla macchina durante lo stesso periodo. Nel caso di funzionamento da frigorifero, viene definito un indice di efficienza energetica stagionale (o {\displaystyle \mathrm {SEER} }) per il periodo estivo.
Il {\displaystyle \mathrm {SCOP} }, per come è definito, risulta funzione della fascia climatica in cui una macchina viene installata; per quanto riguarda l'Europa sono state definite 3 zone climatiche differenti. Le prestazioni della macchina nelle varie zone vengono riassunte nell'etichetta di classificazione dell'efficienza energetica, espresse in {\displaystyle {\frac {W}{W}}}, che permette di poter confrontare senza ambiguità macchine differenti.